# Babarski jezici
Babarski jezici, jedna od deset glavnih skupina na koje su podijeljeni centralni malajsko-polinezijski jezici a rašireni su po Molučkim otocima u Indoneziji. Osnovna im je podjela na a) sjeverne s tri jezika sjevernobabarski [bcd], dai [dij], i dawera-daweloor [ddw]; i b) južnobabarski s osam jezika podijeljenih u dvije podskupine: Masela-južnobabarski (5) jezika; i Jugozapadni babarski (3) jezika.
Jugoistočni babarski s 4.460 govornika (2007 SIL) najznačajniji je među njima.

## Vanjske poveznice
- Ethnologue (14th)
- Ethnologue (15th)